# Гей, нумо, хлопці, до зброї
Гей, нумо, хлопці, до зброї (Ой, збиралися орли) — популярна українська пісня авторства Марка Кропивницького.

## Історія виконання
Слова і музика написані Кропивницьким для вистави за поемою Тараса Шевченка «Невольник»,. Згодом, ймовірно за подання Михайла Старицького, композицію включив до своєї опери «Тарас Бульба» Микола Лисенко. Твір набув великої популярности й з часом іноді товкмачився як народна пісня. Саме в такому сенсі, без авторства, згодом її використав в опері «Богдан Хмельницький» Костянтин Данькевич. У наступні роки музичний витвір як саундтрек лунав у стрічках, як то у фільмі «Пропала грамота», та увійшов до репертуару різних виконавців, зокрема Василя Жданкіна.